# Karl Irsa
Karl Irsa (* 1. November 1886 in Seibersdorf, Niederösterreich; † 3. Oktober 1942 in Wien) war ein österreichischer Landwirt und Politiker.

## Leben
Irsa war der Sohn des Obergärtners Franz Irsa (* 2. Dezember 1847) und dessen Ehefrau Ludovika geb. Schindler verw. Putschögl (* 10. Juli 1847). Er war (mit einer Unterbrechung von 1910 bis 1921) römisch-katholisch und war verheiratet.
Irsa besuchte die Volksschule und das Gymnasium in Baden bei Wien und studierte in Wien an der Universität und an der landwirtschaftlichen Hochschule und wurde zuerst Mittelschullehrer und Leiter eines Schülerheimes. Nach seiner Teilnahme am Ersten Weltkrieg erwarb er einen Bauernhof in Geretsberg und wurde Bauer und Gastwirt.
Irsa wurde Forstdirektor bei Graf Lodron in Gmünd in Kärnten; nach dessen Tod übernahm er den gräflichen Besitz. 1932 kaufte er das Schloss Dornbach, Gem. Malta. Von 1934 bis 1938 war er Mitglied des Kärtener Landesbauernrates und von Oktober 1937 bis März 1938 Präsident der Kärntner Landwirtschaftskammer. Sein Sohn Peter emigrierte nach England und nahm den Namen Lowry an.

## Politik
Irsa war Obmann des Oberösterreichischen Bauernbundes für den Bezirk Wildshut. 1920 kandidierte er als Spitzenkandidat des Innviertels für die Christlichsoziale Partei und wurde in den Nationalrat (I. und II. Gesetzgebungsperiode) gewählt. Weil man ihn wegen seiner häufigen Abwesenheit kritisierte, legte er am 27. Mai 1926 sein Mandat nieder.
Ab 1934 war er Ortsgruppenleiter der Vaterländischen Front in Gmünd. Von 1934 bis 1936 und erneut von 1937 bis 1938 war er Bürgermeister von Gmünd in Kärnten.
Vom 12. November 1937 (als Nachfolger nach dem Rücktritt von Hans Moser) bis zum 11. März 1938 vertrat er die Gruppe Land- und Forstwirtschaft im Ständischen Landtag Kärntens.